# Депутатова Парасковія Пилипівна
Парасковія Пилипівна Депутатова — (25 жовтня (7 листопада) 1917, Стубле, Росія — 13 травня 1958, Київ
) — живописець і графік. Член Національної спілки художників України.

## Життєпис
Депутатова Парасковія Пилипівна народилась 25 жовтня 1917 року в селі Стубле Рязанської губернії. 1938 року закінчила Московське училище образотворчого мистецтва. В 1938—1941 роках навчалась у Московському художньому інституті (майстерня П. Покаржевського). В 1944—1946 роках навчалась у Київському художньому інституті (викладачі К. Єлева та О. Шовкуненко). Створювала плакати, співпрацюючи з видавництвом «Держтехвидав». Як книжковий графік співпрацювала з київським видавництвом «Молодь». Померла 13 травня 1958 року.

## Творчість
Художниця з 1936 року була учасницею всесоюзних мистецьких виставок. Основні напрями творчості — живопис, книжкова графіка та плакат. Досконало знала закони композиції, реалістичного малюнку. Наприкінці сорокових років співпрацювала з видавництвами. В роки Другої світової війни у складі творчої групи художників знаходилась у військах 1-го Українського фронту. На території Польщі Парасковія Депутатова створила низку фронтових портретів і пейзажів. Роботи художниці зберігаються в Національному художньому музеї та в Національному музеї Тараса Шевченка в Києві.

### Живопис
- 1946 — «Німців ведуть»
- 1947 — «Молоді кадри Донбасу»
- 1948 — «М. Некрасов»
- 1949 — «Герой Соціалістичної Праці Д. Бойко»

### Ілюстрації до книг
- 1952 — «Золотий кишлак»
- 1953 — «Ванька» А. Чехова
- 1953 — «Хто побудував цей дім» С. Баруздіна
- 1953 — «Олеся» Янки
- 1954 — «Журка» М. Пришвіна, «Оповідання» Янки Бриля
- 1955 — «Діти сонячного краю» М. Міршакара
- 1956 — Купала, «Маленька лікарка» Мірмухсіна

### Плакати
- 1946 — «Туристи, вивчайте свою Батьківщину!»
- 1947 — «Гімнастика — запорука здоров'я», «Альпінізм — школа мужності»
- 1948 — Піонери і школярі Радянської України, охороняйте корисних птахів — наших пернатих друзів!"

## Досягнення та відзнаки
- 1946 — член Національної спілки художників України

## Родина
Чоловік — Кохан Кузьма Федорович (20 жовтня (2 листопада) 1913, слобода Рубцева, нині Рубці Лиманського району Донецької області — 24 травня 2007, Київ) — живописець, графік.
Син — Кохан Олексій Кузьмович (1 березня 1947, Київ) — графік.